# Anja Bukovec
Anja Bukovec, slovenska violinistka, * Ljubljana.
Po pridobivanju osnovnega znanja v Ljubljani pri prof. Vasiliju Meljnikovu je nadaljevala šolanje na Konzervatoriju v Pragi pri prof. Jaroslavu Foltynu. Od leta 1995 dalje je študirala na Visoki šoli za glasbo v Kölnu pri prof. Igorju Ozimu, kjer je tudi diplomirala. V letu 2006 se izpopolnjuje na violinski šoli »Crescendo« v Nemčiji pri prof. Gratchia Arutunjanu, istočasno pa tudi na podiplomskem študiju pri prof. Vasiliju Meljnikovu na Akademiji za glasbo v Ljubljani. Na različnih mednarodnih tekmovanjih mladih violinistov je prejela najvišja priznanja.
Nastopa kot solistka in v komornih zasedbah v Sloveniji, Hrvaški, Srbiji, Avstriji, Nemčiji, Italiji, Švici, Češki republiki, Romuniji, Avstraliji in na Kitajskem. Kot solistka je večkrat nastopila ob spremljavi orkestra Slovenske filharmonije in simfonikov RTV Slovenija, koncertirala je tudi z Reško filharmonijo in z Anton Webern orkestrom na Dunaju, ter Beograjsko filharmonijo. Sodelovala je z mojstri Georgom Pehlivanianom, Markom Letonjo, Urošem Lajovicem, Antonom Nanutom. V zadnjih letih je pripravila več samostojnih recitalov. Sodeluje z različnimi glasbeniki in glasbenimi skupinami.